# روبين سلمان
روبين سلمان (بالإسبانية: Rubén Selmán)‏ (مواليد 25 يوليو 1963 في سانتياغو) حكم كرة قدم تشيلي . بدأ مسيرته التحكيمية عندما كان في العشرينات من عمره في الدرجات الدنيا في تشيلي. في التسعينات بدأ إدارة مباريات الدرجة الممتازة ثم قرر الاتحاد الدولي لكرة القدم اعتماده حكما دوليا في سنة 1998.